# Cornelis Mahu

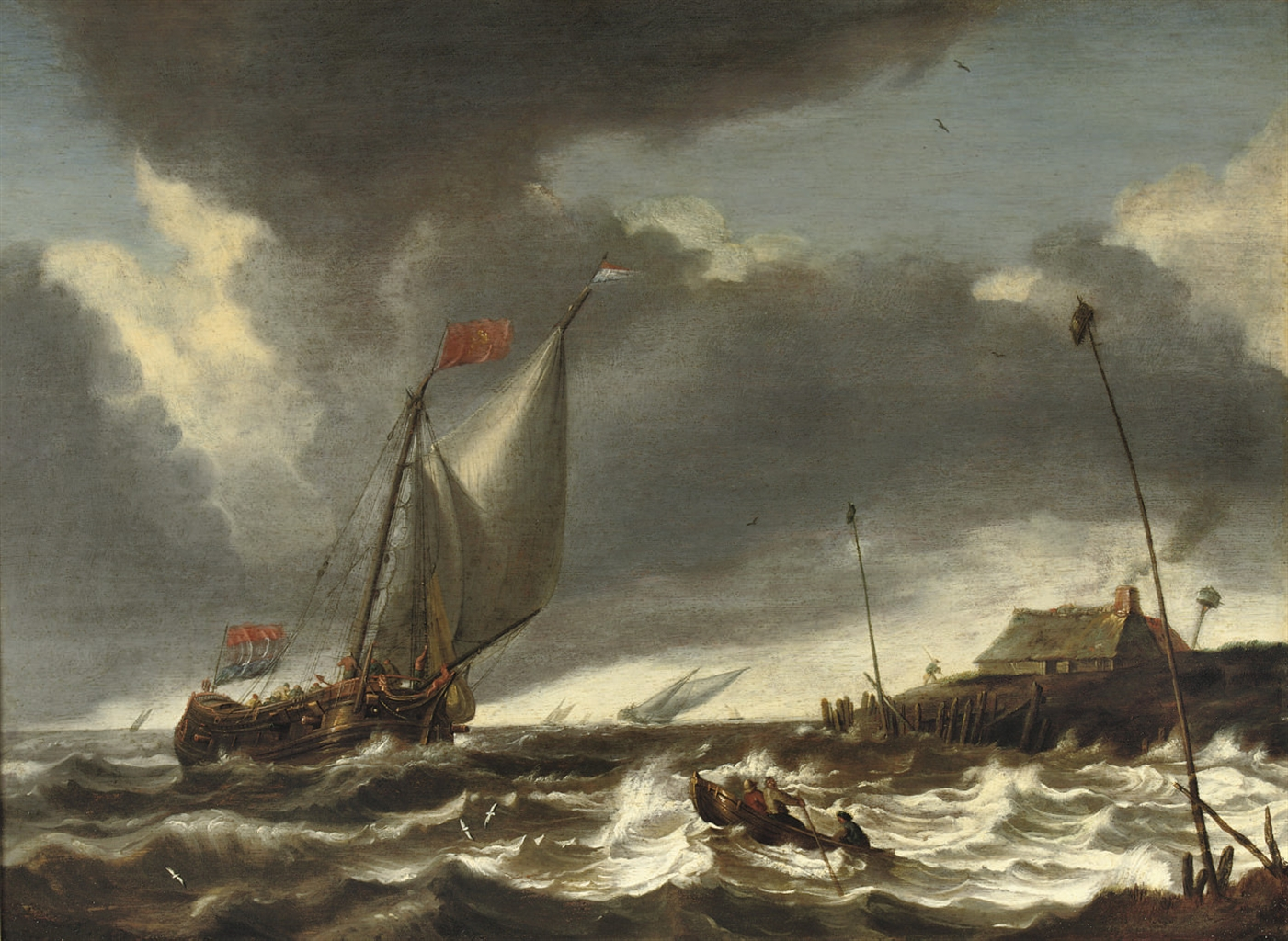
Na burzliwych wodach w pobliżu wybrzeża

Cornelis Mahu (ur. 1613 w Antwerpii, zm. 16 listopada 1689 tamże) – flamandzki malarz barokowy.
Mało poznany artysta całe życie związany z Antwerpią, gdzie ok. 1638 został mistrzem Gildii św. Łukasza. Był twórcą mało oryginalnym, ale zręcznym naśladowcą i kopistą. Malował martwe natury naśladując Jana Davidszoona de Heema, Pietera Claesza i Willema Hedę, sceny rodzajowe pod wpływem Davida Teniersa II oraz mariny pod wpływem Jana Porcellisa i Jana Peetersa. Mahu sygnował prace swoim nazwiskiem, nawet gdy były dosłownymi kopiami dzieł innych twórców. Była to powszechna praktyka w ówczesnych czasach, gdy miarą wartości obrazu była jakość, a nie nazwisko twórcy.
Syn Cornelisa, Victor (1665–1700/01) również został malarzem i tworzył głównie sceny rodzajowe. 
W Muzeum Narodowym w Warszawie znajduje się obraz Deser.